# Amore e favole
Amore e favole è il secondo album di Gianni Davoli, pubblicato nel 1985.

## Descrizione
Amore e favole è l'unico album raccolta dell'artista, pubblicato dalla casa discografica Green Records. Esso include l'omonimo singolo, che è stato presentato al Cantagiro 1978 ed è diventato uno dei brani più famosi di Davoli.

## Tracce
1. Piccoletta mia – 3:46 (G.Mazza, S.Longo, G.Davoli, U.Caldari)
2. Amore e favole – 3:45 (S.Longo, G.Davoli, U.Caldari, S.Pumo, S.Iovane)
3. Balla Maria – 3:00 (G.Davoli)
4. ...E far l'amore – 4:25 (G.Mazza, A.De Sanctis, G.Davoli, S.Iovane)
5. E mò – 3:46 (G.Davoli)
6. Carta d'identità – 4:26 (A.De Sanctis, G.Davoli, Puma)
7. Scusa caro amico – 4:15 (G.Davoli, E.Ghinazzi)
8. Torna settembre – 2:50 (G.Davoli, Puma, D.Mariconda, P.Chiuchiarelli)
9. Ragazzina (Coi capelli sopra il viso) – 3:00 (A.De Sanctis, G.Davoli, E.Harsch, S.Pumo)
10. Tirami su – 3:20 (G.Davoli, Puma, P.Chiuchiarelli, G.C.Di Gloria)